# Stanko Bjelajac
Stanko Bjelajac, srbski general, * 21. maj 1912, † 24. januar 2003.

## Življenjepis
Leta 1939 je postal član KPJ in sodeloval je pri organiziranju NOVJ leta 1941. Med vojno je bil poveljnik Banijskega odreda, 8. banijske brigade in 7. divizije.
Po vojni je končal šolanje na sovjetski Vojaški akademiji Frunze, Višji vojaški akademiji JLA in Vojni šoli JLA (operativni tečaj). Bil je poveljnik zaledja armade, divizije, načelnik štaba korpusa, poveljnik vojnega področja, načelnik štaba armade,...

## Odlikovanja
- Red narodnega heroja
- Red vojne zastave
- Red zaslug za ljudstvo